# Krist Novoselic
Pour les articles homonymes, voir Novoselić.
Krist Anthony Novoselic, né le 16 mai 1965 à Compton, Californie, est un musicien américain, ancien bassiste du groupe Nirvana.

## Jeunesse
Ses parents, Kristo et Marija, sont des immigrés croates : ils arrivent aux États-Unis respectivement en 1963 et en 1964. « Novoselic » signifie « nouveau colon » en croate et se prononce « No-vo-sé-litch », et non pas « No-vo-sé-lik ». Krist Novoselić a un frère et une sœur.
Krist Novoselić est né à Compton, dans la banlieue de Los Angeles, réputée comme étant l'une des villes les plus dangereuses du monde du fait de l'activité des gangs dans cette zone.
En 1979, la famille déménage à Aberdeen dans l'État de Washington, où Krist rencontre Kurt Cobain.
En 1980, ses parents l'envoient vivre avec ses cousins à Zadar, en Croatie, qui fait alors partie de la RFS de Yougoslavie. Là, Novoselic est scolarisé au lycée pendant une année.
À cette époque, Novoselić écoute des groupes comme Led Zeppelin, Devo, Black Sabbath, Van Halen, et Aerosmith. Il apprécie également les groupes de rock et punk yougoslaves comme Zabranjeno pušenje, Prljavo kazalište et Azra.

## Musique

### Avec Nirvana
La date exacte de la rencontre est sujette à controverse : on parle de 1983 ou 1984. Kurt Cobain et Krist Novoselic fondent ensemble le groupe grunge Nirvana, qui connaît une immense popularité mondiale au début des années 1990.
Krist y est bassiste : il s'y distingue par un son original, rond et gros, rendu net par un jeu permanent au médiator. Ce son novateur est associé au grunge, et en devient l'une des signatures sonores.
Si son instrument principal est la basse, il joue aussi de l'accordéon (sur la chanson Jesus doesn't want me for a sunbeam, reprise des Vaselines dont le titre original est Jesus Wants Me for a sunbeam ou bien lors de la reprise de All Apologies lors de l'entrée de Nirvana au Hall of Fame du rock'n roll avec Lorde au chant), et de la guitare (sur Plateau, Oh, Me et Lake of fire durant la courte apparition de Curt et Cris Kirkwood, respectivement chanteur/guitariste et bassiste du groupe Meat Puppets lors du concert Unplugged (débranché en anglais, synonyme de concert acoustique) donné dans les studios de MTV le 18 novembre 1993 mais également sur la reprise du Moribond de Jacques Brel, Seasons In The Sun).

### Autres groupes
À la suite de la mort de Kurt Cobain le 5 avril 1994, Krist Novoselic quitte le monde de la musique jusqu'en 1995, année où il fonde le groupe Sweet 75 avec la chanteuse vénézuélienne Yve Las Vegas. Il forme ensuite le groupe Eyes Adrift, avec Curt Kirkwood (membre des Meat Puppets) et Bud Gaugh (ancien batteur de Sublime). Ce groupe se sépare en 2003. Il collabore également avec les Foo Fighters en jouant de la basse et de l'accordéon sur la chanson I Should Have Known parue sur l'album Wasting Light en 2011. Cette chanson se veut un hommage à Kurt Cobain.

## Politique
Krist Novoselic est aussi connu pour son engagement politique. Il est notamment à l'origine du concert de Nirvana contre les viols en Bosnie-Herzégovine. Il a un temps envisagé de se présenter au poste de Lieutenant-gouverneur de l'État de Washington en 2004 pour le parti démocrate.

## Cinéma
Krist Novoselic fait une courte apparition dans le film World's Greatest Dad avec Robin Williams. Il y joue un vendeur de journaux de rue.

## Littérature
Novoselic est l'auteur du livre Of Grunge and Government: Let's Fix this Broken Democracy! dans lequel il raconte l'histoire de ses carrières musicale et politique et comment ces deux activités sont liées.